# Ушкудик
Ушкуди́к (каз. Үшқұдық) — село у складі Алгинського району Актюбінської області Казахстану. Адміністративний центр Ушкудуцького сільського округу.
До 2010 року село називалось Богословка.
Населення — 1346 осіб (2021; 1032 у 2009, 1299 у 1999, 1480 у 1989).